# 呼和马场
呼和马场是中国内蒙古自治区兴安盟乌兰浩特市下辖的一个类似乡级单位。

## 行政区划
呼和马场共辖以下地区：
第一生产队、第二生产队、第三生产队、第四生产队、第五生产队、第六生产队、第七生产队。